# Dmitrij Mendelejev
 Denne artikel bør gennemlæses af en person med fagkendskab for at sikre den faglige korrekthed.

Dmitrij Ivanovitj Mendelejev (russisk – Дмитрий Иванович Менделеев) (født 8. februar 1834, død 2. februar 1907) var en russisk kemiker, som startede udviklingen af det periodiske system til klassificering af grundstofferne. I sin tabel fra 1871 efterlod han "huller": Disse "hullers" placering i forhold til de da kendte grundstoffer indsnævrede "søgefeltet" for de kemikere, der ledte efter de da ukendte grundstoffer, og følgelig opdagede man i årene derefter en lang række "nye" grundstoffer.
Et halvt århundrede efter hans død opkaldtes grundstoffet mendelevium efter ham.

## Liv og gerning
Han studerede naturvidenskaberne under dygtige universitetslæreres vejledning, blev 1856 magister chemiæ ved det matematiske fakultet i Sankt Petersborg og derefter privat docent ved universitetet. Allerede i en ung alder arbejdede han med de store problemer, til hvilke hans navn er uløseligt knyttet. Sine undersøgelser over stoffernes massefylde (specifikke volumen) begyndte han 1855 og fortsatte dem med enkelte afbrydelser lige til 1870. I 1859 drog han til Heidelberg, hvor han indrettede et lille privat laboratorium og arbejdede på bestemmelsen af de kemiske forbindelsers fysiske konstanter. Han vendte tilbage til Sankt Petersborg i 1861, blev 1863 professor i kemi ved det teknologiske institut og i 1866 professor ved universitetet.
Der er næppe nogen gren af den videnskabelige kemi, til hvis udvikling Mendelejev ikke har ydet bidrag, men hans ry er væsentligst knyttet til hans fysisk-kemiske undersøgelser og hans teoretiske arbejder. Foruden undersøgelserne over stoffernes massefylde skal nævnes hans arbejder over kontaktvirkning, brudt destillation og organiske stoffers forbrændingsvarme samt hans bestemmelser af vægtfylderne for vandige opløsninger af alkohol.
Mendelejev har også fremsat særlige anskuelser med hensyn til opløsningers natur: han regner opløsningerne til de ubestemte kemiske forbindelser og antager, at de dannes ved en kemisk energi, som er så svag, at de derved dannede forbindelser allerede sønderdeles ved almindelig temperatur, idet der dannes et homogent flydende system, hvori foruden forbindelsen tillige dennes komponenter er til stede. Han var den første, der udførte undersøgelser over sammenhængen mellem væskers overfladespænding og deres kemiske konstitution (1866).

## Den periodiske lov
En stor del af hans videnskabelige virksomhed omfatter undersøgelser over luftarters elasticitet; disse blev udførte i forening med flere af hans elever og er udgivne som et særskilt større værk, af hvilket 1. bind udkom 1875. Særlig er Mendelejevs navn knyttet til udviklingen af den såkaldte "periodiske lov", som udsiger, at grundstoffernes og deres forbindelsers egenskaber er periodiske funktioner af deres atomtal. Mendelejev drog en række interessante slutninger af denne lov og fremsatte sine anskuelser herom i en meget læseværdig afhandling, som blev forelagt det russiske kemiske selskab i 1869. Han deler i øvrigt æren for udviklingen af denne lov med flere andre kemikere.
Naftaindustrien har Mendelejev studeret på rejser i Pennsylvanien og Kaukasus.

## Forfatterskab
Af hans trykte arbejder skal nævnes: Grundlehren der Chemie, som først udkom i Sankt Petersborg 1870; Spannung der Gase (Sankt Petersborg 1871—75); fremdeles Die Naphtaproduktion, in Amerika und in Kaukasus.
Mendelejevs afhandlinger er offentliggjorte såvel i Liebig’s Annaler som i Berichte der deutschen chemischen Gesellschaft, i Annales de physique et de chimie og i russiske tidsskrifter med flere.